# Saison 2009 de Super 14
Navigation
Super 14 2008 Super 14 2010

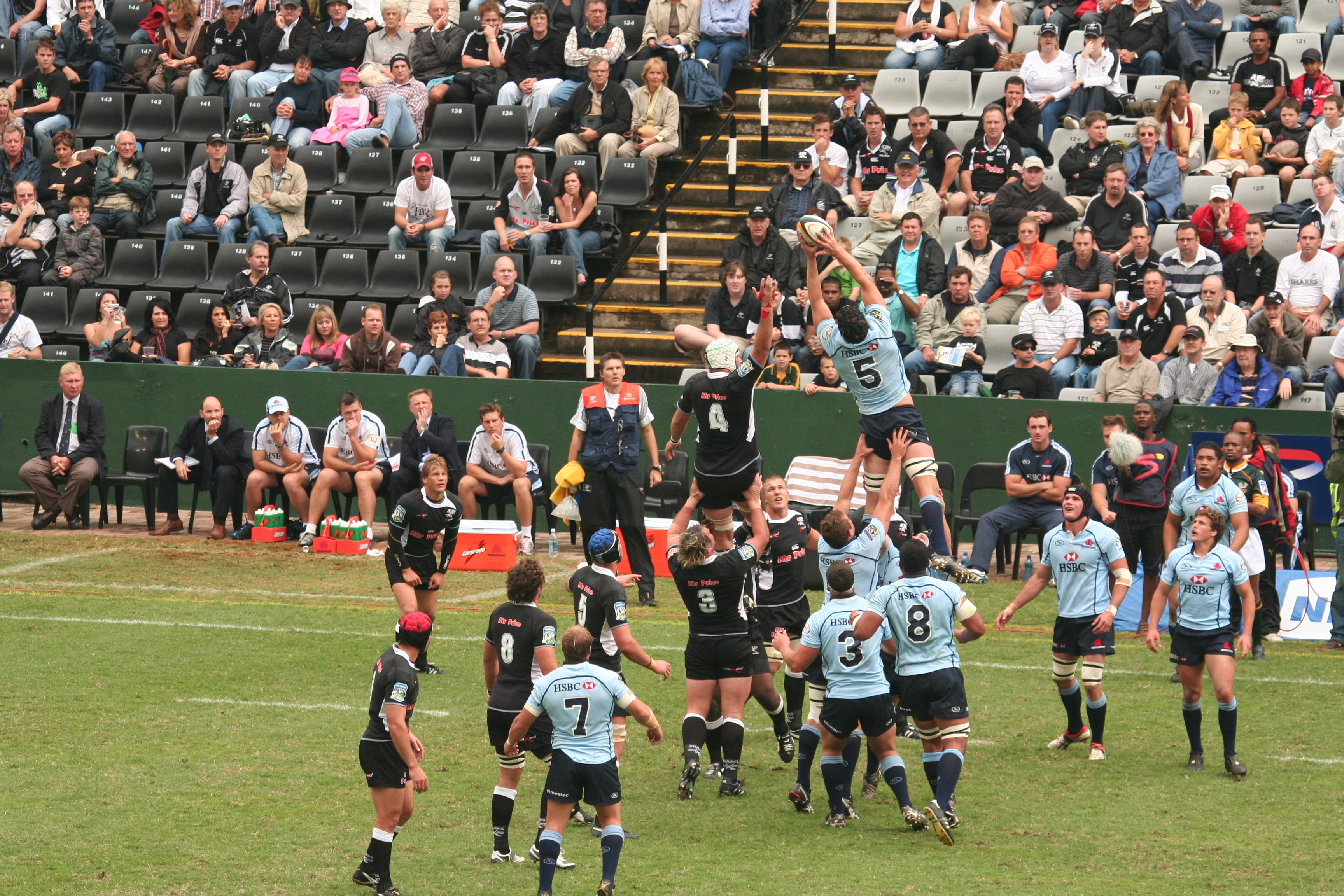
Les Sharks affrontant les Waratahs à Durban le 11 mai 2009.

La saison 2009 de Super 14 est la quatrième saison du Super 14, une compétition de rugby à XV qui est disputée par quatorze franchises d'Australie, d'Afrique du Sud et de Nouvelle-Zélande.
La compétition débute le 13 février 2009 et se termine par une finale le 30 mai 2009. Le Super 14 se déroule sous forme de championnat où chaque équipe rencontre une seule fois chacune des treize autres. Par roulement, deux équipes sont au repos pour 7 des journées (4 à 9 et 11), par suite la phase de championnat se déroule en quatorze journées du 13 février au 16 mai. Les quatre meilleures équipes du championnat se rencontrent en demi-finales, la première au classement rencontrant la quatrième et la deuxième étant opposée à la troisième. La finale se déroule ensuite sur le terrain de l'équipe la mieux classée lors de la phase de championnat.
La finale est remportée par les Bulls aux dépens des Chiefs. La franchise sud-africaine décroche son deuxième trophée après sa victoire en 2007.

## Franchises du Super 14
La compétition oppose les quatorze franchises issues des trois grandes nations du rugby à XV de l'hémisphère sud :
| Franchises sud africaines - Bulls basée à Pretoria - Cheetahs basée à Bloemfontein - Lions basée à Johannesbourg - Sharks basée à Durban - Stormers basée à Le Cap | Franchises australiennes - Brumbies basée à Canberra - Reds basée à Brisbane - Waratahs basée à Sydney - Western Force basée à Perth | Franchises néo-zélandaise - Blues basée à Auckland - Chiefs basée à Hamilton - Crusaders basée à Christchurch - Highlanders basée à Dunedin - Hurricanes basée à Wellington |

## Résumé des résultats

### Classement de la phase régulière
| Rang | Franchise       | J  | V  | N | D  | Bo | Bd | Pm  | Pe  | Diff | Pts |
| ---- | --------------- | -- | -- | - | -- | -- | -- | --- | --- | ---- | --- |
| 1    | Bulls           | 13 | 10 | 0 | 3  | 4  | 2  | 338 | 271 | +67  | 46  |
| 2    | Chiefs          | 13 | 9  | 0 | 4  | 5  | 4  | 338 | 236 | +102 | 45  |
| 3    | Hurricanes      | 13 | 9  | 0 | 4  | 6  | 2  | 380 | 279 | +101 | 44  |
| 4    | Crusaders (T)   | 13 | 8  | 1 | 4  | 3  | 4  | 231 | 198 | +33  | 41  |
| 5    | Waratahs        | 13 | 9  | 0 | 4  | 3  | 2  | 241 | 212 | +29  | 41  |
| 6    | Sharks          | 13 | 8  | 0 | 5  | 3  | 3  | 282 | 239 | +43  | 38  |
| 7    | Brumbies        | 13 | 8  | 0 | 5  | 5  | 1  | 311 | 305 | +6   | 38  |
| 8    | Western Force   | 13 | 6  | 1 | 6  | 5  | 5  | 328 | 275 | +53  | 36  |
| 9    | Blues           | 13 | 5  | 0 | 8  | 8  | 4  | 339 | 369 | -30  | 32  |
| 10   | Stormers        | 13 | 5  | 0 | 8  | 1  | 6  | 235 | 249 | -14  | 27  |
| 11   | Highlanders     | 13 | 4  | 0 | 9  | 4  | 6  | 254 | 269 | -15  | 26  |
| 12   | Lions           | 13 | 4  | 0 | 9  | 5  | 4  | 294 | 419 | -125 | 25  |
| 13   | Queensland Reds | 13 | 3  | 0 | 10 | 4  | 3  | 258 | 380 | -122 | 19  |
| 14   | Cheetahs        | 13 | 2  | 0 | 11 | 1  | 3  | 213 | 341 | -128 | 12  |

|  | Qualifiés pour la phase finale (no 1, no 2, no 3, no 4). |
|  | T : Tenant du titre 2008                                 |

Attribution des points : victoire : 4, match nul : 2, défaite : 0 ; plus les bonus (offensif : 4 essais marqués ; défensif : défaite par 7 points d'écart maximum).
Règles de classement : 1. différence de points ; 2. résultat du match entre les deux franchises ; 3. le nombre d'essais marqués.

### Phase finale
|  | Demi-finales                                     | Demi-finales                                     |           |    | Finale                                           | Finale                                           |
|  | Demi-finales                                     | Demi-finales                                     |           |    | Finale                                           | Finale                                           |
|  |                                                  |                                                  |           |    |                                                  |                                                  |
|  | 23 mai 2009 au Loftus Versfeld Stadium, Pretoria | 23 mai 2009 au Loftus Versfeld Stadium, Pretoria |           |    | 30 mai 2009 au Loftus Versfeld Stadium, Pretoria | 30 mai 2009 au Loftus Versfeld Stadium, Pretoria |
|  | 23 mai 2009 au Loftus Versfeld Stadium, Pretoria | 23 mai 2009 au Loftus Versfeld Stadium, Pretoria |           |    | 30 mai 2009 au Loftus Versfeld Stadium, Pretoria | 30 mai 2009 au Loftus Versfeld Stadium, Pretoria |
|  | [1] Bulls                                        | 36                                               |           |    | 30 mai 2009 au Loftus Versfeld Stadium, Pretoria | 30 mai 2009 au Loftus Versfeld Stadium, Pretoria |
|  | [1] Bulls                                        | 36                                               |           |    | 30 mai 2009 au Loftus Versfeld Stadium, Pretoria | 30 mai 2009 au Loftus Versfeld Stadium, Pretoria |
|  | [4] Crusaders                                    | 23                                               |           |    | 30 mai 2009 au Loftus Versfeld Stadium, Pretoria | 30 mai 2009 au Loftus Versfeld Stadium, Pretoria |
|  | [4] Crusaders                                    | 23                                               | [1] Bulls | 61 |                                                  |                                                  |
|  | 22 mai 2009 au Waikato Stadium, Hamilton         |                                                  | [1] Bulls | 61 |                                                  |                                                  |
|  |                                                  | [2] Chiefs                                       | 17        |    |                                                  |                                                  |
|  | [2] Chiefs                                       | [2] Chiefs                                       | 17        | 14 |                                                  |                                                  |
|  | [2] Chiefs                                       |                                                  |           | 14 |                                                  |                                                  |
|  | [3] Hurricanes                                   | 10                                               |           |    |                                                  |                                                  |
|  | [3] Hurricanes                                   | 10                                               |           |    |                                                  |                                                  |

## Résultats détaillés

### Phase régulière

#### Tableau synthétique des résultats
L'équipe qui reçoit est indiquée dans la colonne de gauche.
| Clubs           | BLU   | BRU   | BUL   | CHE   | CHI   | CRU   | HIG   | HUR   | LIO   | QUE   | SHA   | STO   | WAR   | WES   |
| --------------- | ----- | ----- | ----- | ----- | ----- | ----- | ----- | ----- | ----- | ----- | ----- | ----- | ----- | ----- |
| Blues           |       |       |       | 46-12 |       | 13-15 | 26-6  |       | 36-12 | 24-31 | 31-35 |       | 22-27 |       |
| Brumbies        | 37-15 |       | 32-31 |       |       | 18-16 |       |       |       |       |       | 17-10 | 21-11 | 16-25 |
| Bulls           | 59-26 |       |       | 29-20 | 33-27 |       |       |       |       | 33-20 |       | 14-10 |       | 32-29 |
| Cheetahs        |       | 27-40 |       |       | 10-28 | 20-13 |       |       |       |       | 31-6  | 22-28 | 10-18 |       |
| Chiefs          | 63-34 | 10-7  |       |       |       |       |       | 16-8  | 36-29 |       | 15-22 |       |       | 31-13 |
| Crusaders       |       |       | 16-13 |       | 19-13 |       |       | 24-30 |       | 32-12 |       | 11-7  |       | 23-23 |
| Highlanders     |       | 31-33 | 36-12 | 32-8  | 10-14 | 6-0   |       |       |       | 24-19 |       | 11-18 |       |       |
| Hurricanes      | 45-27 | 56-7  | 14-19 | 29-12 |       |       | 22-17 |       |       |       |       | 34-11 | 22-26 |       |
| Lions           |       | 25-17 | 9-16  | 35-28 |       | 20-32 | 27-22 | 32-38 |       |       |       |       | 33-38 |       |
| Queensland Reds |       | 13-52 |       | 22-3  | 26-50 |       |       | 28-37 | 20-31 |       | 25-13 |       |       |       |
| Sharks          |       | 35-14 | 26-27 |       |       | 10-13 | 23-15 | 33-17 | 25-10 |       |       |       | 12-16 |       |
| Stormers        | 8-14  |       |       |       | 14-28 |       |       |       | 56-18 | 27-24 | 15-20 |       |       | 25-24 |
| Waratahs        |       |       | 6-20  |       | 11-7  | 13-17 | 34-16 |       |       | 15-11 |       | 12-6  |       | 14-15 |
| Western Force   | 19-25 |       |       | 16-10 |       |       | 33-28 | 27-28 | 55-14 | 39-7  | 10-22 |       |       |       |

|  | Victoire à domicile |  | Match nul |  | Défaite à domicile |

#### Détail des rencontres
Les points marqués par chaque équipe sont inscrits dans les colonnes centrales (3-4) alors que les essais marqués sont donnés dans les colonnes latérales (1-6). Les points de bonus sont symbolisés par une bordure bleue pour les bonus offensifs (au moins quatre essais marqués), orange pour les bonus défensifs (défaite avec au plus sept points d'écart), rouge si les deux bonus sont cumulés.

### Phase finale

#### Demi-finales
Les demi-finales sont disputées le 22 et 23 mai 2009. Elles mettent aux prises, d'une part, les équipes aux 1re et 4e places du classement de la saison régulière et, d'autre part, les équipes classées aux 2e et 3e places, sur les terrains des mieux classées.

##### Résultats
| 22 mai 2009 19 h 35 UTC+12 | Chiefs                                                                          | 14 – 10 (7 - 7) | Hurricanes | Waikato Stadium, Hamilton 25 000 spectateurs Arbitre : Stuart Dickinson |
| 22 mai 2009 19 h 35 UTC+12 | Essai(s) : Lauaki (32e), Muliaina (55e) Transformation(s) : Donald 2 (34e, 57e) |                 | Essai(s) : Nonu (20e) Transformation(s) : Weepu (21e) Pénalité(s) : Weepu (66e) Carton(s) jaune(s) : Schwalger (26e) | Waikato Stadium, Hamilton 25 000 spectateurs Arbitre : Stuart Dickinson |
| 22 mai 2009 19 h 35 UTC+12 |                                                                                 |                 | | Waikato Stadium, Hamilton 25 000 spectateurs Arbitre : Stuart Dickinson |

| 23 mai 2009 15 h 00 UTC+2 | Bulls | 36 – 23 (27 - 20) | Crusaders | Loftus Versfeld Stadium, Pretoria 55 000 spectateurs Arbitre : Bryce Lawrence |
| 23 mai 2009 15 h 00 UTC+2 | Essai(s) : Habana (11e), Ndungane (33e), Spies (40e) Transformation(s) : Steyn 3 (12e, 34e, 40e) Pénalité(s) : Steyn 2 (67e, 71e) Drop(s) : Steyn 3 (36e, 38e, 69e) |                   | Essai(s) : A. Whitelock (14e), Read (24e) Transformation(s) : MacDonald 2 (16e, 25e) Pénalité(s) : Brett (6e), MacDonald (21e) Drop(s) : Ellis (51e) Carton(s) jaune(s) : Waldrom (35e) | Loftus Versfeld Stadium, Pretoria 55 000 spectateurs Arbitre : Bryce Lawrence |
| 23 mai 2009 15 h 00 UTC+2 | |                   | | Loftus Versfeld Stadium, Pretoria 55 000 spectateurs Arbitre : Bryce Lawrence |

##### Composition des équipes
- Chiefs
  - Titulaires : 15 Mils Muliaina (cap.), 14 Lelia Masaga, 13 Dwayne Sweeney, 12 Callum Bruce, 11 Sitiveni Sivivatu, 10 Stephen Donald, 9 Toby Morland, 8 Sione Lauaki, 7 Tanerau Latimer, 6 Liam Messam, 5 Kevin O'Neill, 4 Craig Clarke, 3 James McGougan, 2 Aled de Malmanche, 1 Sona Taumalolo.
  - Remplaçants : 16 Hika Elliot, 17 Joe Savage, 18 Toby Lynn, 19 Serge Lilo, 20 Brett Goodin, 21 Mike Delany, 22 Sosene Anesi
- Hurricanes
  - Titulaires : 15 Cory Jane, 14 Tamati Ellison, 13 Conrad Smith, 12 Ma'a Nonu, 11 David Smith, 10 Willie Ripia, 9 Piri Weepu, 8 Rodney So'oialo (cap.), 7 Scott Waldrom, 6 Victor Vito, 5 Jason Eaton, 4 Jeremy Thrush, 3 Neemia Tialata, 2 Andrew Hore, 1 John Schwalger.
  - Remplaçants : 16 Ged Robinson, 17 Jacob Ellison, 18 Bryn Evans, 19 Karl Lowe, 20 Alby Mathewson, 21 Jason Kawau, 22 Zac Guildford.
- Bulls
  - Titulaires : 15 Zane Kirchner, 14 Akona Ndungane, 13 Jaco Pretorius, 12 Wynand Olivier, 11 Bryan Habana, 10 Morné Steyn, 9 Fourie du Preez, 8 Pierre Spies, 7 Dewald Potgieter, 6 Deon Stegmann, 5 Victor Matfield (cap.), 4 Bakkies Botha, 3 Werner Kruger, 2 Derick Kuün, 1 Gurthrö Steenkamp.
  - Remplaçants : 16 Chiliboy Ralepelle, 17 Rayno Gerber, 18 Danie Rossouw, 19 Pedrie Wannenburg, 20 Heini Adams, 21 Burton Francis, 22 Gerhard van den Heever
- Crusaders
  - Titulaires : 15 Leon MacDonald, 14 Jared Payne, 13 Tim Bateman, 12 Ryan Crotty, 11 Adam Whitelock, 10 Stephen Brett, 9 Andrew Ellis, 8 Thomas Waldrom, 7 Richie McCaw (cap.), 6 Kieran Read, 5 Isaac Ross, 4 Brad Thorn, 3 Owen Franks, 2 Jason Macdonald, 1 Wyatt Crockett.
  - Remplaçants : 16 Daniel Perrin, 17 Ben Franks, 18 Michael Paterson, 19 George Whitelock, 20 Kahn Fotuali'i, 21 Colin Slade, 22 Hamish Gard.

#### Finale
(mt : 34 - 7)
Points marqués,
- Bulls : 8 essais de Du Preez (8e, 11e), Habana (14e, 39e), Matfield (57e), Olivier (66e), Spies (71e), Rossouw (79e), 6 transformations de Steyn (9e, 12e, 16e, 40e, 73e), Francis (80e), 1 drop de Steyn (21e), 2 pénalités de Steyn (28e, 47e)
- Chiefs : 2 essais de Masaga (6e), Muliaina (45e), 2 transformations de Donald (7e, 46e), 1 pénalité de Donald (51e)

Évolution du score : 0-7, 7-7, 14-7, 21-7, 24-7, 27-7, 34-7, 34-14, 37-14, 37-17, 42-17, 47-17, 54-17, 61-17
Arbitre :  Jonathan Kaplan
Résumé
| Bulls Titulaires Zane Kirchner 15 Akona Ndungane 14 Jaco Pretorius 13 Wynand Olivier 12 Bryan Habana 11 Morné Steyn 10 Fourie du Preez 9 Pierre Spies 8 Dewald Potgieter 7 Deon Stegmann 6 (cap.) Victor Matfield 5 Bakkies Botha 4 Werner Kruger 3 Derick Kuün 2 Gurthrö Steenkamp 1 Remplaçants Chiliboy Ralepelle 16 Rayno Gerber 17 Danie Rossouw 18 Pedrie Wannenburg 19 Heini Adams 20 Burton Francis 21 Marius Delport 22 Entraîneur ? |  | Chiefs Titulaires 15 Mils Muliaina (cap.) 14 Lelia Masaga 13 Richard Kahui 12 Callum Bruce 11 Dwayne Sweeney 10 Stephen Donald 9 Toby Morland 8 Sione Lauaki 7 Tanerau Latimer 6 Liam Messam 5 Kevin O'Neill 4 Craig Clarke 3 James McGougan 2 Aled de Malmanche 1 Sona Taumalolo Remplaçants 16 Hika Elliot 17 Joe Savage 18 Toby Lynn 19 Serge Lilo 20 David Bason 21 Mike Delany 22 Sosene Anesi Entraîneur ? |

## Statistiques

### Meilleurs réalisateurs
| Rang | Joueur            | Franchise     | Points | Essais | Transf. | Pén. | Drops |
| ---- | ----------------- | ------------- | ------ | ------ | ------- | ---- | ----- |
| 1    | Morné Steyn       | Bulls         | 191    | 1      | 33      | 29   | 11    |
| 2    | Stephen Donald    | Chiefs        | 141    | 3      | 36      | 18   | 0     |
| 3    | Matt Giteau       | Western Force | 128    | 3      | 28      | 18   | 1     |
| 4    | Rory Kockott      | Sharks        | 116    | 2      | 26      | 17   | 1     |
| 5    | Jimmy Gopperth    | Blues         | 104    | 4      | 24      | 12   | 0     |
| 6    | Andre Pretorius   | Lions         | 95     | 0      | 22      | 12   | 5     |
| 7    | Stirling Mortlock | Brumbies      | 83     | 4      | 21      | 7    | 0     |
| 8    | Willie Ripia      | Hurricanes    | 80     | 1      | 21      | 11   | 0     |
| 9    | Mark Gerrard      | Brumbies      | 72     | 3      | 6       | 14   | 1     |
| 10   | Daniel Halangahu  | Waratahs      | 63     | 1      | 11      | 12   | 0     |

Source : Leading point scorers after Super14 Final sur www.super14.com

### Meilleurs marqueurs d'essais
| Rang | Joueur            | Franchise     | Essais |
| ---- | ----------------- | ------------- | ------ |
| 1    | Ma'a Nonu         | Hurricanes    | 9      |
| 2    | Bryan Habana      | Bulls         | 8      |
| 3    | Isaia Toeava      | Blues         | 7      |
| -    | Joe Rokocoko      | Blues         | 7      |
| -    | Pierre Spies      | Bulls         | 7      |
| -    | Jano Vermaak      | Lions         | 7      |
| -    | Cameron Shepherd  | Western Force | 7      |
| 8    | Anthony Tuitavake | Blues         | 6      |
| -    | Jongi Nokwe       | Cheetahs      | 6      |
| -    | Joe Pietersen     | Sharks        | 6      |

Source : Leading point scorers after Super14 Final sur www.super14.com